# Купа
Вижте пояснителната страница за други значения на Купа.
Купа е един от четирите цвята при игра на карти. В бридж и бридж-белот цветът е втори по стойност – след Пика и преди Каро. Често се асоциира с любов.
HTML – използва цифров код и мнемоника &#9829; и &hearts;:
♥

## В другите езици
- Немски: Herz
- Английски: Hearts
- Френски: Cœur
- Испански: Corazones
- Италиански: Cuori
- Руски: Червы

## Примери
| Асо       | 2         | 3        | 4      | 5       |
| --------- | --------- | -------- | ------ | ------- |
| асо купа  | 2 купа    | 3 купа   | 4 купа | 5 купа  |
| 6         | 7         | 8        | 9      | 10      |
| 6 купа    | 7 купа    | 8 купа   | 9 купа | 10 купа |
| Вале      | Дама      | Поп      |        |         |
| вале купа | дама купа | поп купа |        |         |